# Bandera del Estado Trujillo
La bandera del Estado Trujillo es la bandera oficial de ese estado de Venezuela.

## Historia
En 1994 en el concurso promovido por el Ejecutivo Regional para crear la bandera oficial del Estado Trujillo, fue seleccionado el diseño del profesor Manuel Núñez Gil, intelectual nativo de la histórica población de Santa Ana, lugar donde aún reside.
Luego de la decisión del jurado calificador fue adoptada como la Bandera oficial por el Gobierno Regional según Decreto N.º 64-A de fecha 18 de noviembre de 1994.

## Descripción
Esta bandera posee las siguientes características: 
Está conformada por dos franjas horizontales, la franja superior es de color rojo, la franja inferior es de color blanco, formando un rectángulo. En toda la longitud que  hasta tiene un triángulo de color verde, en su centro una estrella blanca de cinco rayos en pico como las de la Bandera Nacional, y dentro de la estrella la silueta de una paloma.
La franja de color rojo tiene tres significados, la sangre derramada por los coterráneos para la consolidación de la Nación, el decreto de “Guerra a Muerte” del 15 de junio de 1813 y la vida gastada en el trabajo creador y perseverante, ya sea material o intelectual.
La franja de color blanco, simboliza la humanización de la terrible contienda, mediante los tratados de “Regularización de la Guerra y Armisticio” efectuados el 25,26 y 27 de noviembre de 1820, teniendo como escenarios las poblaciones de Trujillo y Santa Ana, y como invitación eterno para buscar la paz y cultivar la amistad, fundada en la justicia.
El triángulo de color verde, representa el verdor del campo andino y de nuestras llanadas y señala como ahínco que nuestra riqueza está en la agricultura.